# Oxytropis maydelliana
Oxytropis maydelliana är en ärtväxtart som beskrevs av Ernst Rudolf von Trautvetter. Oxytropis maydelliana ingår i släktet klovedlar, och familjen ärtväxter. Inga underarter finns listade i Catalogue of Life.

## Bildgalleri

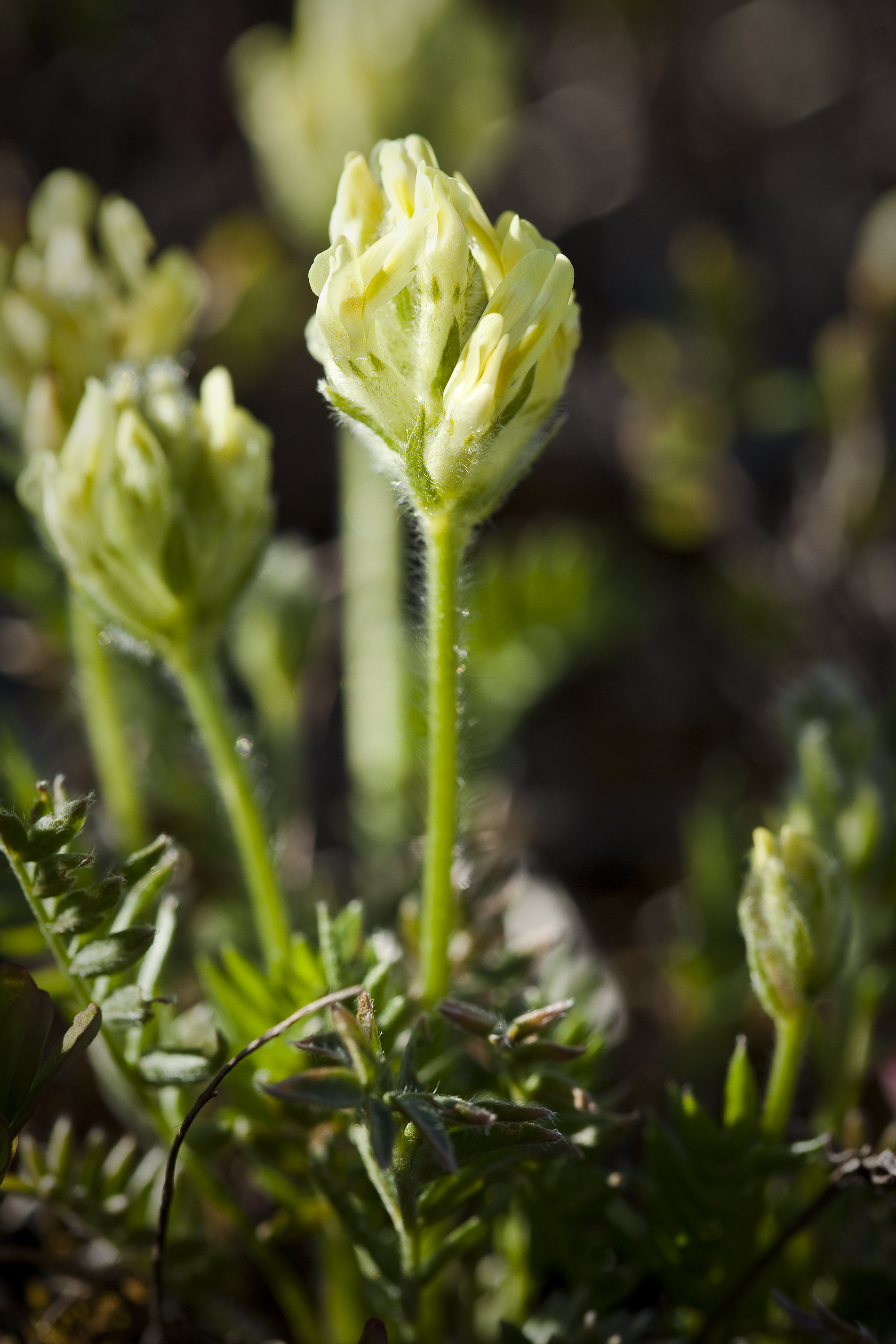